# Baron Monk Bretton

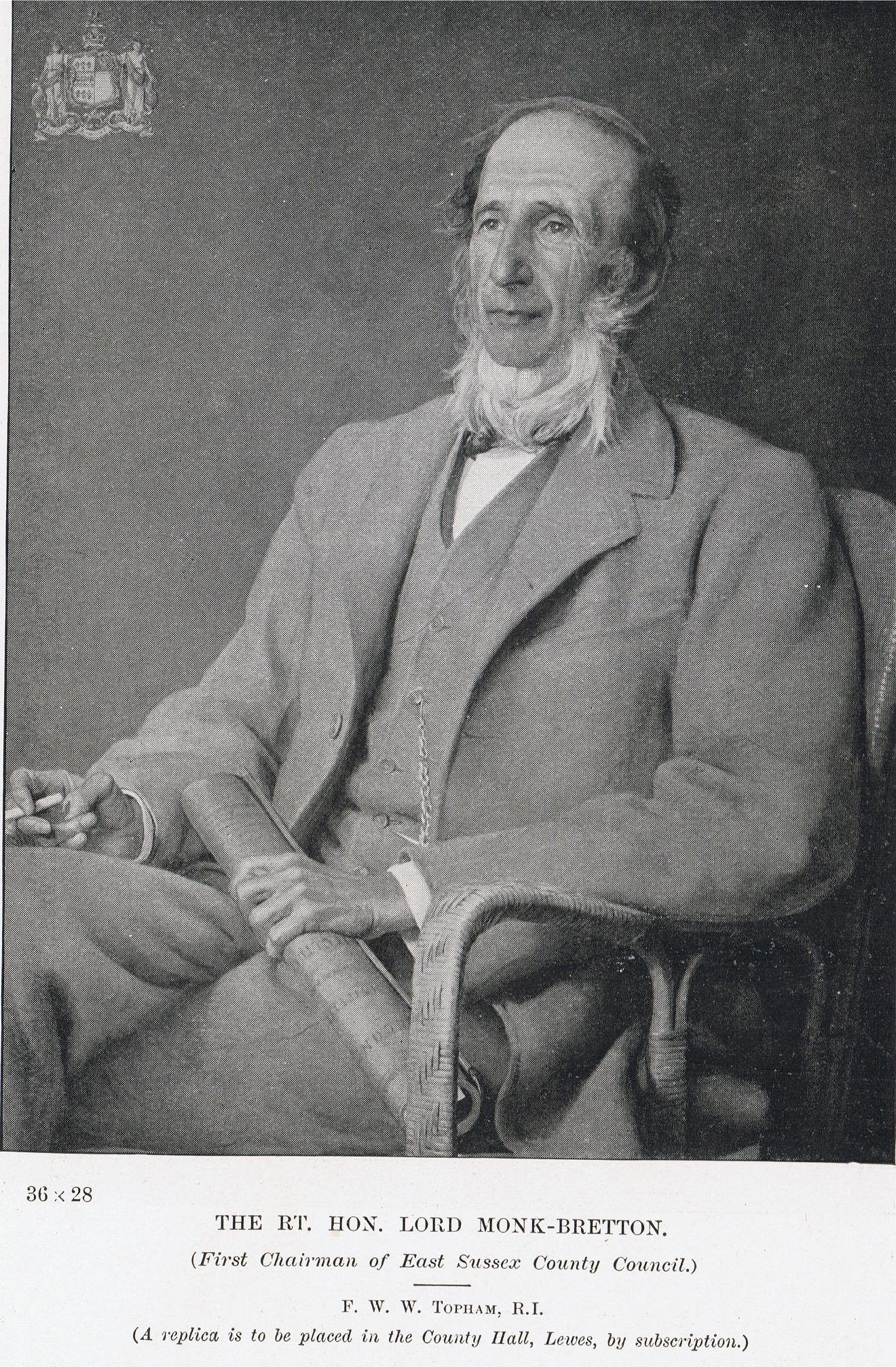
John George Dodson, 1. Baron Monk Bretton

Baron Monk Bretton, of Conyboro and Hurstpierpoint in the County of Sussex, ist ein erblicher britischer Adelstitel in der Peerage of the United Kingdom.

## Verleihung
Der Titel wurde am 4. November 1884 für den liberalen Politiker John George Dodson geschaffen. Dieser war mehr als 25 Jahre Abgeordneter des House of Commons und von 1882 bis 1884 Chancellor of the Duchy of Lancaster gewesen.

## Liste der Barone Monk Bretton (1884)
- John George Dodson, 1. Baron Monk Bretton (1825–1897)
- John William Dodson, 2. Baron Monk Bretton (1869–1933)
- John Charles Dodson, 3. Baron Monk Bretton (1924–2022)
- Christopher Mark Dodson, 4. Baron Monk Bretton (* 1958)

Titelerbe (Heir apparent) ist der ältere Sohn des jetzigen Barons, Hon. Ben Dodson (* 1989).